# タマラ・ロホ
タマラ・ロホ（Tamara Rojo、1974年5月17日 - ）は、スペイン出身のバレエダンサー。2000年秋から2013年夏までイギリスのロイヤル・バレエ団でプリンシパルを13年間務めた。2012年8月からはイングリッシュ・ナショナル・バレエ団 (ENB) の芸術監督兼リード・プリンシパルを務める。

## 来歴
カナダのモントリオールで生まれ、生後4ヶ月で両親の故郷であるスペインに移った。5歳からバレエを始め、10歳でマドリードにあるヴィクトール・ウラーテ・バレエ学校に入校した。16歳でウラーテのバレエ団と契約、ウラーテの振付による作品を数多く演じた。
1994年、パリ国際ダンス・コンクールで金賞と特別賞を受賞した。1996年、パリの大会で審査員を務めたガリーナ・サムソワから契約を提示され、スコティッシュ・バレエ団に移籍した。1997年にイングリッシュ・ナショナル・バレエ団に移籍し、1998年1月にプリンシパルに昇格した。
2000年7月、負傷したダーシー・バッセルの代役としてロイヤル・バレエ団の『ジゼル』に客演した。同年秋、アンソニー・ダウエルの招きでロイヤルにプリンシパルとして移籍した。黒人ダンサーであるカルロス・アコスタとのパートナーシップで数々のレパートリーを踊っている。
これまでにマリインスキー・バレエ、ミラノ・スカラ座バレエ団、チューリヒ・バレエ、リトアニア・バレエ、キューバ国立バレエ団、バレエ・アルゼンティーノ、中国中央バレエ団、東京バレエ団、新国立劇場バレエ団などに客演している。
マドリードのフアン・カルロス王大学で舞踊学学士号と舞台芸術修士号を取得している。

## 人物
長身の団員の増えたロイヤル・バレエ団の中では非常に小柄で比較的ふっくらとしており、現代のバレエダンサーの一般的なイメージとは少し違っている。黒い髪と瞳の美貌に加え、超絶技巧と独特の濃厚な演技を持ち味としている。
2012年から芸術監督を務めるENBでは、連日午後7時半までバレエ団の仕事に忙殺されているという。

## 受賞
- 1994年 パリ国際ダンス・コンクール 金賞・特別賞
- 1996年 First Price of  Italian Critics as Best Dancer of the Year
- 2001年 Sherringtons Awards Best Female Dancer of the Year
- 2002年 英国ダンス批評家協会・最優秀女性ダンサー賞[9]
- 2002年 スペイン・ロイヤル芸術賞 金賞
- 2004年 レオニード・マシーン賞
- 2005年 アストゥリアス皇太子賞
- 2006年 Premio  - PILATES FITNESS AND WELLNESS: CULTURAL PERSON OF THE YEA
- 2007年 Premio CIUDAD DE MADRID DE INTERPRETACIÓN 2007
- 2008年 ブノワ賞
- 2008年 Medalla Internacional de las Artes de la Comunidad de Madrid